# Ulrich Steiner
Ulrich Steiner (* 21. August 1908 in Laupheim; † 25. Dezember 1961 in München) war ein deutscher Gutsbesitzer und Politiker der CDU.	

## Leben
Steiner, ein Enkel von Kilian von Steiner, verließ 1920 die Schule mit dem Abitur. Er studierte Rechtswissenschaften und später Volkswirtschaft, zunächst in München, später in Tübingen. Wegen seiner jüdischen Wurzeln wurde ihm ein Studienabschluss verweigert. 1935 übernahm er das Schloss Groß-Laupheim, das Anwesen seiner Familie, und die familiären Betriebe. 1939 trat er in die Wehrmacht ein, aus der er aber im Jahr darauf als „nicht wehrwürdig“ entlassen wurde. Daraufhin leitete er erneut die Betriebe auf seinem Schloss, was durch die Kriegswirren erschwert wurde. Nach dem Attentat auf Adolf Hitler am 20. Juli 1944 wurde Steiner im Arbeitslager Leimbach bei Mansfeld, einer Außenstelle des Konzentrationslagers Buchenwald, inhaftiert. Nach Kriegsende wurde er von den Amerikanern befreit. 1946 wurde der Sportverein Olympia Laupheim durch die Besatzungsmächte neu gegründet, was auch auf Steiners Engagement zurückzuführen war, der darauf zum Ehrenpräsidenten des Vereins ernannt wurde.
Steiner gründete 1947 einen eigenen Verlag, in dem seine Gedichte und später auch Reden aus dem Laupheimer Kreis erschienen sind. Er besaß zudem eine Beteiligung an der Schwäbischen Zeitung. Da er die Treffen des Laupheimer Kreises selber bezahlte, kam er letztlich auch in finanzielle Bedrängnis. Wenige Monate vor seinem Tod verkaufte Steiner einen großen Teil seines Besitzes an die Stadt Laupheim, darunter das Schloss Großlaupheim, in dem heute das Museum zur Geschichte von Christen und Juden untergebracht ist. Seine letzte Ruhestätte fand er auf dem Familienfriedhof in Oberdischingen. Den landwirtschaftlichen Betrieb übernahm sein Schwager Hubertus Graf Leutrum von Ertingen.

## Politik
1929 trat Steiner in den Stahlhelm ein, 1932 wurde er Mitglied der NSDAP. Aus dieser wurde er wegen seiner jüdischen Abstammung als „Mischling 1. Klasse“ nur ein Jahr später wieder ausgeschlossen.
Im Juli 1945 übernahm er für kurze Zeit das Amt des stellvertretenden Bürgermeisters von Laupheim. In der Zeit nach dem Krieg beteiligte er sich an der Gründung der CDU in Württemberg-Hohenzollern, dort gehörte er als zweiter Vorsitzender dem Landesvorstand an. 1946 war er einer der Unterzeichner des Zulassungsantrags des CDU-Stadtverbandes Laupheim. Er war zusammen mit Adolf Pirrung gleichberechtigter Vorsitzender des Kreisverbandes der CDU in Biberach. Im November 1946 wurde Steiner in die Beratende Landesversammlung des Landes Württemberg-Hohenzollern gewählt. Dort war er Vorsitzender sowohl der CDU-Fraktion als auch des Verfassungsausschusses, darüber hinaus gehörte er auch dem Ältestenrat an. Nach dem Rückzug von Franz Weiß übernahm Steiner in dieser Zeit geschäftsführend den Landesvorsitz der CDU Württemberg-Hohenzollern. Auf Bundesebene gehörte er dem Vorstand und dem außenpolitischen Ausschuss der Arbeitsgemeinschaft der CDU/CSU an. Nur kurze Zeit später legte er sämtliche Parteiämter nieder, 1950 zog er sich auch aus dem Landesvorstand der CDU zurück, nachdem er schon in den Jahren zuvor keine große Rolle innerhalb der Partei mehr spielte.

## Laupheimer Kreis
Im Frühjahr 1948 begründete Steiner den Laupheimer Kreis, dessen Mentor er auch war. Im Laupheimer Kreis trafen sich unterschiedliche Persönlichkeiten auf Schloss Großlaupheim, um über wesentliche Fragen der sich im Aufbau befindlichen Bundesrepublik zu diskutieren und in diesen Punkten auch Einfluss zu nehmen. Bekannte Teilnehmer waren unter anderem Paul Binder, Heinrich von Brentano, Fritz Erler, Theodor Eschenburg, Kurt Fried, Maximilian Egon zu Fürstenberg, August Haußleiter, Kurt Georg Kiesinger, Otto Lenz, Klaus Mehnert, Hans Speidel, Rudolf Stadelmann, Hans-Christoph von Stauffenberg und Friedrich Schenk von Stauffenberg. 1955 löste sich der Kreis auf, nachdem sich Steiners Ansichten immer weiter von denen der Teilnehmer entfernten. Er unternahm 1957 und 1960 Versuche, den Kreis wiederzubeleben, die aber erfolglos blieben.